# سيلت (تمنراست)
سيلت بلدة جزائرية تابعة لبلدية أبلسة بولاية تمنراست، وتقع على الطريق الوطني رقم 55أ على بعد 40 كيلومترًا جنوب غرب أبلسة وشمال غرب مدينة تمنراست على بعد 120 كلم. وتعتبر اخر نقطة معمارية حيث تملك حدود مع ثلاث ولايات عين صالح شمالا وبرج باجي مختار غربا وعين قزام جنوبا 